# Uollega roseoflammata
Uollega roseoflammata är en fjärilsart som beskrevs av Elliot C.G. Pinhey 1956. Uollega roseoflammata ingår i släktet Uollega och familjen nattflyn. Inga underarter finns listade i Catalogue of Life.